# Marjorie Kinnan Rawlings
Pour les articles homonymes, voir Rawlings.
Œuvres principales
- Jody et le faon (1938)

Marjorie Kinnan Rawlings (8 août 1896 – 14 décembre 1953) est une écrivaine américaine qui a vécu dans la Floride rurale et a écrit des romans sur des thèmes et dans des cadres ruraux. Son œuvre la plus célèbre, Jody et le faon (The Yearling), qui raconte l'histoire d'un jeune garçon adoptant un faon orphelin, a remporté le Prix Pulitzer du Roman en 1939, et a fait plus tard l'objet d'un film du même nom. Bien qu'écrit longtemps avant que le concept de littérature pour la jeunesse ne soit répandu, ce livre figure aujourd'hui fréquemment dans les listes d'ouvrages pour adolescents.

## Biographie
Elle est née en 1896 à Washington, fille d'Ida May (née Traphagen) et d'Arthur Frank Kinnan, avocat à l'Office américain des brevets. Elle effectue des études de lettres à l’université du Wisconsin à Madison. Elle rencontre Charles Rawlings alors qu'elle s’occupe du magazine littéraire de l'école.
Elle travaille ensuite, à partir de 1918, comme journaliste. En 1919, elle épouse Charles Rawlings. Mais, las de la vie en métropole urbaine, ils cherchent à s’installer à la campagne. En 1928, grâce à un petit héritage de sa mère, les Rawlings achètent une orangeraie de 72 acres près de Hawthorne, en Floride, dans une localité nommée Cross Creek. Le lieu et le mode de vie sur place l’enchantent, lui permettant de mener une vie simple et proche de la nature. Elle ressent un lien profond avec cette région,, et remplit plusieurs carnets de notes avec des descriptions d'animaux, de plantes, de dialecte du Sud et de recettes. Elle se consacre à l'écriture de romans utilisant ses observations. En 1933, elle divorce de son mari Charles Rawlings, qui n'apprécie plus cette vie dans la campagne de Floride. En 1938, elle publie son troisième roman, The Yearling [ titre qui devient dans la traduction française Jody et le faon ].
C’est un succès et un ouvrage qui remporte le Prix Pulitzer du Roman en 1939. Il fait l’objet de nombreuses traductions, ainsi que d’une adaptation cinématographique en 1946. Avec l'argent qu'elle gagne grâce à Jody et le faon (The Yearling), elle achète une maison de plage à Crescent Beach, à proximité de Saint Augustine.. En 1941, elle se remarie. En 1943, elle doit faire face à un procès en diffamation sur Cross Creek, intenté par une voisine et amie, qui n’apprécie pas ce qu’elle pense être son portrait dans une de ses œuvres.
Dans les années 1950, elle achète une vieille ferme à Van Hornesville, dans l'État de New York, y écrit ses dernières œuvres. Elle meurt le 14 décembre 1953 à St. Augustine, en Floride, à 57 ans, d'une hémorragie cérébrale.

## Romans parus en France
(la date est celle de la 1re édition française)
- 1946 : Jody et le faon (The Yearling)
- 1948 : Les Pommes d'or (Golden Apples)
- 1950 : Le Whisky du clair de lune (South moon under)
- 1951 : Le Pays enchanté (Cross-Creek)
- 1954 : Au premier cri de l'engoulevent ( When thew hippoorwill)
- 1956 : Comme l'ombre sur la terre (The Sojourner)

## Œuvre
Nouvelles
- 1912 : The Reincarnation of Miss Hetty
- 1931 : Cracker Chidlins
- 1931 : Jacob's Ladder
- 1931 : Plumb Care Conscience
- 1932 : A Crop of Beans
- 1932 : Gal Young Un (O. Henry Award 1932)
- 1933 : Hyacinth Drift
- 1933 : Alligators
- 1933 : Benny and the Bird Dogs
- 1934 : The Pardon
- 1936 : A Mother in Mannville
- 1936 : Varmints
- 1938 : Mountain Rain
- 1939 : I Sing While I Cook (essai))
- 1939 : Cocks Must Crow
- 1940 : The Pelican's Shadow
- 1940 : The Enemy
- 1941 : Jessamine Springs
- 1941 : The Provider
- 1942 : Fanny, You Fool!
- 1944 : Shell
- 1945 : Black Secret
- 1945 : Miriam's Houses
- 1947 : Mountain Prelude
- 1949 : The Friendship
- 1950 : In The Heart

Romans
- 1933 : Le Whisky du clair de lune (South Moon Under)
- 1935 : Les Pommes d'or (Golden Apples)
- 1938 : Jody et le faon (The Yearling) - Prix Pulitzer du Roman
- 1940 : Au premier cri de l'engoulevent (When the Whippoorwill)
- 1942 : Le Pays enchanté (Cross Creek)
- 1942 : Cross Creek Cookery
- 1953 : Comme l'ombre sur la terre (The Sojourner)
- 1955 : The Secret River
- 2002 : Blood of My Blood (premier roman longtemps perdu, écrit en 1928)

## Adaptations
- 1946 : Jody et le Faon (The Yearling) réalisé par Clarence Brown, avec Gregory Peck et Jane Wyman.
- 1983 : Marjorie (Cross Creek) réalisé par Martin Ritt, avec Mary Steenburgen (dans le rôle de l'écrivaine) et Rip Torn

## Prix et distinctions
- Prix Pulitzer du Roman en 1939 pour Jody et le faon (The Yearling)